# سولنی
سولنی (به فرانسوی: Saulnay) یک کمون در فرانسه است که در اندر واقع شده‌است. سولنی ۲۲٫۲ کیلومتر مربع مساحت و ۱۸۴ نفر جمعیت دارد و ۱۳۰ متر بالاتر از سطح دریا واقع شده‌است.